# Boo Thorin
Boo Thorin, född 20 april 1937 i Skara, död 19 juni 2015 i Bjärred, var en svensk journalist och nyhetsuppläsare, främst känd från skånsk lokal-TV som SVT:s Sydnytt och TV4:s TV4 Öresund.
Thorin började på Journalistutbildning i dåvarande journalistinstitutet 1965. Efter utbildningen arbetade Thorin på Dagens Nyheter och senare på SVT:s Aktuellt.
Han flyttade 1973 till Bjärred i Skåne och började på det lokala nyhetsprogrammet Sydnytt. 
År 1994 gick han, under viss uppståndelse, över till konkurrenten TV4:s lokal-TV och jobbade kvar där till sin pension 2002.